# Gustav Koczor
Gustav Theophil Koczor (* 26. November 1909 in Güns; † Oktober 1948) war ein österreichischer Politiker (NSDAP) aus Oberschützen. Er hatte 1938 das Amt des Gaupressechefs der Steiermark inne und wurde am 15. März 1938 von Gauleiter Tobias Portschy, einem früheren Schulkollegen Koczors, zum Mitglied des Burgenländischen Landtags ernannt.

## Leben und Wirken
Gustav Koczor wurde am 26. November 1909 in Güns geboren und wuchs nach dem frühen Tod seines Vaters bei seinem Patenonkel, Superintendent Theophil Beyer, als eine Art Ziehsohn bei dessen Familie in Oberschützen auf. Hier absolvierte er seine Schulausbildung, besuchte die Lehrerbildungsanstalt und war ein Schulkollege des späteren Gauleiters Tobias Portschy. 1928 maturierte Koczor und zog danach für das Studium an der Universität Graz in die steirische Landeshauptstadt. Später wollte Koczor Lehrer werden und studierte an den Universitäten Graz, Berlin und Wien Romanistik und Germanistik. Das Tagblatt, der Generalanzeiger für das Burgenland, vermeldete im Oktober 1929, dass ein Gustav Koczor und eine Irene Hauser Eltern eines Knaben geworden seien. Eingetragen wurde dies im Günser Matrikelamt. Wie ein Beitrag anlässlich eines Akademiker-Kränzchens in Oberschützen in der Oberwarther Sonntags-Zeitung vom Januar 1931 zeigt, war Koczor in diesem Jahr bereits in Graz (Elisabethstraße 93) wohnhaft. Dort dürfte er bereits spätestens ab dem Jahr 1929 gelebt haben. Schon sehr früh soll Koczor ein überzeugter Anhänger des Deutschtums und des Nationalsozialismus gewesen sein. Im Studienjahr 1929/30 war er bereits Propagandaleiter des Nationalsozialistischen Deutschen Studentenbundes (NSDStB) der Universität Graz. Zum 1. September 1931 trat er der NSDAP in der Ortsgruppe Oberschützen bei (Mitgliedsnummer 611.180). Von September 1931 bis ins Jahr 1935 war er für die SA tätig und war dabei einer ihrer Mitbegründer in Oberschützen. Ab dem Jahr 1937 gehörte er der SS an (SS-Nummer 299.595).
Mit der Auflösung des bisherigen und Ernennung des neuen burgenländischen Landtages am 15. März 1938 wurde der in den zeitgenössischen Medien als Gaupresseschef bezeichnete Koczor von Portschy zum burgenländischen Landtagsabgeordneten ernannt. Mit der Amtsübernahme des bisherigen Gauwahlleiters des Burgenlandes, Tobias Portschy, als stellvertretender Gauleiter der Steiermark traten gleichzeitig auch die ebenfalls aus dem Burgenland stammenden Friedrich Schirl und Gustav Koczor ihre Ämter als Gauschatzmeister respektive Gaupresseamtsleiter der Steiermark an. Die Ernennung erfolgte am 28. Mai 1938 durch Reichskommissar Gauleiter Josef Bürckel. Koczors Aufgabe als kommissarischer Gauamtsleiter des Gaupresseamtes des Gaues Steiermark lag unter anderem in der Kontrolle aller Presseorgane, die in seinem Zuständigkeitsbereich erschienen, aber auch die Zuständigkeit für den Pressenachwuchs. Als Gauredner hatte er in weiterer Folge Auftritte in verschiedenen steirischen Ortschaften. Außerdem schrieb Koczor Berichte in verschiedenen lokalen und teils völkischen Zeitungen; darunter etwa den Artikel Der Soldat und das Opfer in der Murtaler Zeitung vom 19. April 1941 oder den Artikel Hofzaun des Reiches. Die Untersteiermark ein Jahr unter deutscher Obhut im Völkischen Beobachter vom 12. April 1942. Im Völkischen Beobachter beispielsweise veröffentlichte er auch Artikel in seiner Funktion als SS-Kriegsberichter. Als solcher soll er Ende 1944 in Lettland und anschließend in der Provinz Fiume (bei Rijeka) stationiert gewesen sein.
Er selbst hatte erstmals im Dezember 1929 laienhaften Kontakt zu journalistischer Arbeitsweise, als er bei einer Waisenhauszeitung mitarbeitete. Zu diesem Zeitpunkt war er als Erzieher bei besagter Anstalt tätig und wurde von der Leiterin des Hauses mit der Mitarbeit an der hauseigenen Zeitung betraut. 1931 erschien ein Artikel Koczors im Kampf, wobei allerdings nicht bekannt ist, welches Thema dieser Beitrag behandelte und wann genau er erschien. Während der „illegalen Zeit“ fungierte Koczor als Redakteur der Burgenland-Ausgabe des Österreichischen Beobachters und arbeitete in der Zeit des Nationalsozialismus als Journalist für die Grenzmark Burgenland (die spätere Grenzmark-Zeitung). Dabei war er sogar ein Gründungsmitglied dieser Zeitung, deren Hauptschriftleitung er später nach einer nur halbtägigen Einführung an Josef Gamauf übergab. Nach seiner Bestellung zum Gaupresseamtsleiter war er nur noch vereinzelt journalistisch tätig (siehe beispielsweise die obengenannten Artikel).
Nach dem Zweiten Weltkrieg verläuft sich seine Spur weitestgehend, weshalb sein Leben nach Ende des Krieges nicht genau rekonstruiert werden kann. Laut eigenen Angaben soll er zuerst in jugoslawischer und anschließenden für drei Monate in englischer Kriegsgefangenschaft gewesen sein. Laut Familienaufzeichnungen soll Koczor im Oktober 1948 in einem Lazarett in Linz verstorben sein. Über die näheren Umstände ist jedoch nichts bekannt. Laut einem Beitrag in den Oberschützer Museumsblättern soll es jedoch einige Ungereimtheiten hinsichtlich seines Ablebens geben, da sein vermeintlicher Tod in keinen offiziellen Quellen aufscheint. Weitere Verwirrung stiftet unter anderem die Anklage Koczors wegen Verstoßes gegen §§ 10 und 11 VG (illegale Tätigkeit und führende Funktion als Gaupresseamtsleiter) vor dem Volksgericht Graz. Da sein Tod offenbar auch der Justiz nicht bekannt war, wurde das Verfahren erst im April 1956 eingestellt.